# Flynn (film)
Flynn – australijsko-amerykański dramat biograficzny z 1993 roku, w reżyserii Franka Howsona. Film był prezentowany na Festiwalu Filmowym w Cannes w maju 1993 roku.
Zdjęcia do filmu kręcono w Melbourne i Cairns w Australii oraz Lasse Lasse na Fidżi.

## Fabuła
Film biograficzny opisujący część życia słynnego aktora, Errola Flynna. Obejmuje życie Flynna z okresu od początku lat dwudziestych, kiedy jest bezdomny i mieszka na ulicach Sydney, poprzez serię przygód w czasie pobytu w Nowej Gwinei, aż do powrotu do Sydney i początkach jego pracy jako aktor teatralny i filmowy

## Nagrody i nominacje
- Nominacja – Australijska Akademia Sztuk Filmowych i Telewizyjnych AACTA 1993 – za: Najlepsza muzyka oryginalna Anthony Marinelli, Billy Childs[3].

## Obsada
- Guy Pearce - Errol Flynn
- Steven Berkoff - Klaus Reicher
- Claudia Karvan - Penelope Watts
- John Savage - Joe Stromberg
- Wendy Matthews - piosenkarz
- Nicki Paull - Marelle Flynn
- William Gluth - profesor Flynn
- Tim Hughes - James Dickson
- Adrian Wright - Harold Watts
- Jan Friedl - Deidre Watts